# (1638) Ruanda
(1638) Ruanda est un astéroïde de la ceinture principale.

## Description
(1638) Ruanda est un astéroïde de la ceinture principale. Il fut découvert le 3 mai 1935 à Johannesbourg par Cyril V. Jackson. Il présente une orbite caractérisée par un demi-grand axe de 2,75 UA, une excentricité de 0,19 et une inclinaison de 0,3° par rapport à l'écliptique.

## Nom
(1638) Ruanda a été nommé d'après l'ancien État du Ruanda-Urundi. C'est un ancien territoire sous tutelle belge, qui faisait autrefois partie de l'Afrique orientale allemande, situé dans la région des Grands Lacs. Il est, depuis le 1er juillet 1962, séparé en deux États indépendants : le Rwanda et le Burundi.
La citation de nommage, publiée le 1er février 1980 indique en effet :

« Nommé d'après l'État du Ruanda-Urundi. »

— Minor Planet Circular 5182,

## Compléments